# Rejon Anenii Noi
Rejon Anenii Noi – rejon administracyjny we wschodniej Mołdawii.

## Demografia
Liczba ludności w poszczególnych latach:
| 1959   | 1970   | 1979   | 1989   | 2004   | 2014   | 2024   |
| ------ | ------ | ------ | ------ | ------ | ------ | ------ |
| 55 269 | 65 908 | 75 986 | 83 630 | 81 710 | 72 465 | 57 718 |

## Gminy
1. Botnărești
2. Bulboaca
3. Calfa
4. Chetrosu
5. Chirca
6. Ciobanovca
7. Cobusca Nouă
8. Cobusca Veche
9. Delacău
10. Floreni
11. Geamăna
12. Gura Bîcului
13. Hîrbovăț
14. Maximovca
15. Mereni
16. Merenii Noi
17. Ochiul Roș
18. Puhăceni
19. Roșcani
20. Speia
21. Șerpeni
22. Telița
23. Țînțăreni
24. Varnița
25. Zolotievca